# Senan (Fahrradhersteller)

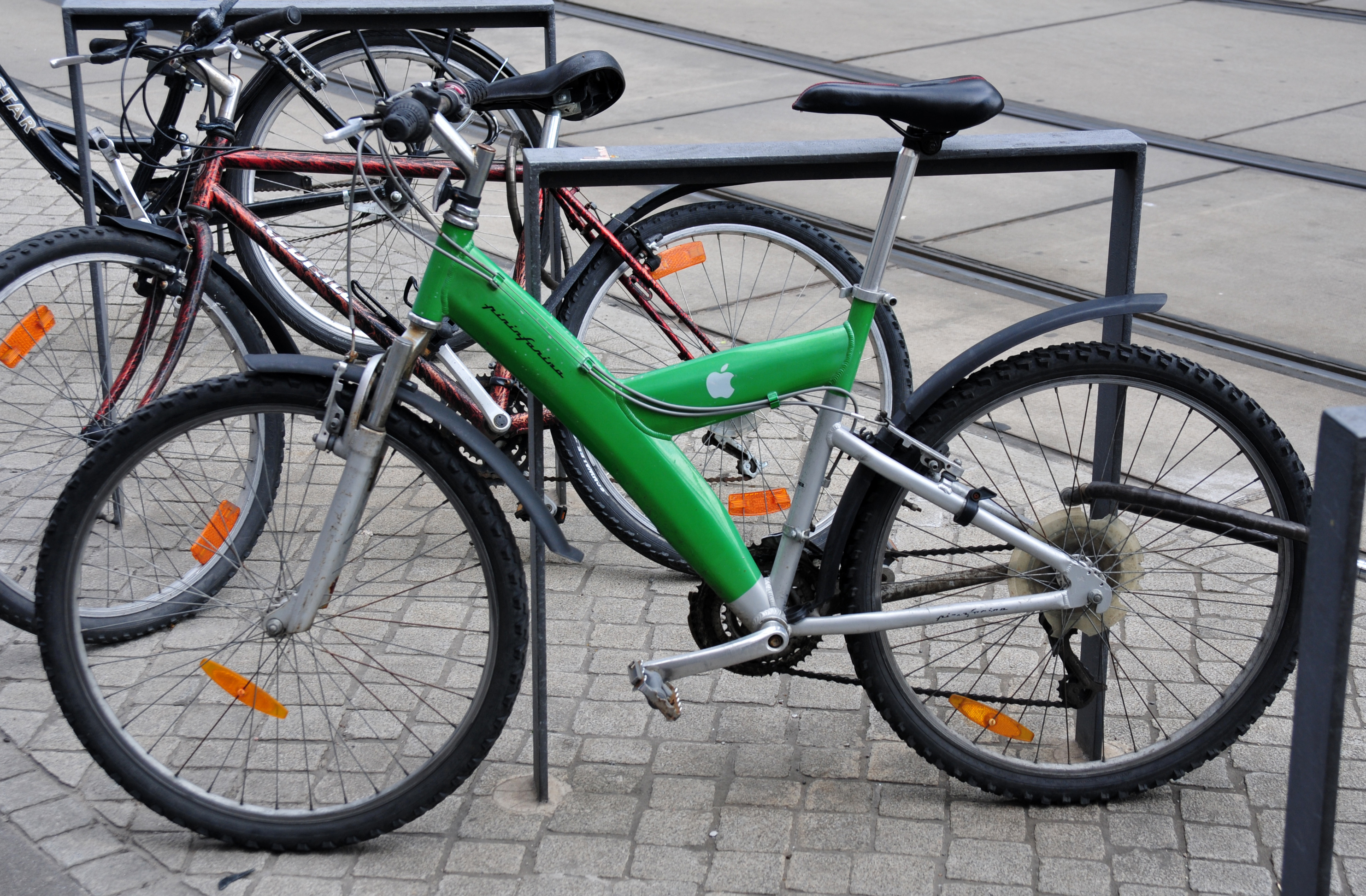
Fahrrad, hergestellt von Senan

Senan ist ein Fahrradhersteller aus Hongkong. Senan bietet als Erstausrüster personalisierte Fahrräder für Besteller weltweit. Die Produktionsstätte von Senan befindet sich im benachbarten Guangzhou in Festlandchina. Jährlich werden über 300.000 Fahrräder hergestellt.

## Geschichte
Die Firma Senan wurde 1991 gegründet und beschäftigt über 100 Mitarbeiter.

## Produkte
Die Firma baut Räder im unteren Preissegment. Dazu gehören Mountainbikes, Trekking-Hybrid-Bikes, City-Bikes, Freestyle- und Kinder-BMX, Beach-Curser und Falträder. Die Räder genügen den Standards ISO 4210, CPSC 1512 (USA) und AS/NZS 1927.